# Hockey su prato ai Giochi della XXVI Olimpiade
Le gare di hockey su prato alle olimpiadi estive del 1996 si sono svolte ad Atlanta negli Stati Uniti d'America.

## Formula
Nel torneo maschile hanno gareggiato 12 squadre, inizialmente inserite in due gironi composti da 6 squadre ciascuno in cui ogni squadra affrontava le altre appartenenti allo stesso girone. Le prime due di ogni gruppo sono passate alle semifinali del torneo, in cui le perdenti hanno giocato la finale 3º-4º posto che ha assegnato la medaglia di bronzo, mentre le vincenti si sono qualificate alla finale del torneo che ha assegnato la medaglia d'oro e la medaglia d'argento.
Nel torneo femminile hanno gareggiato 8 squadre, inizialmente inserite in un unico girone. Le prime due si sono qualificate alla finale del torneo che ha assegnato la medaglia d'oro e la medaglia d'argento.
La 3 e la 4 classificata hanno disputato la finale che assegnava la medaglia di bronzo.

## Squadre partecipanti

### Uomini
Girone A
- Spagna
- Germania
- India
- Pakistan
- Argentina
- Stati Uniti

Girone B
- Paesi Bassi
- Australia
- Regno Unito
- Corea del Sud
- Sudafrica
- Malaysia

### Donne
Girone A
- Australia
- Corea del Sud
- Regno Unito
- Paesi Bassi
- Stati Uniti
- Germania
- Argentina
- Spagna

## Calendario
| Uomini | 1°T | 1°T | 1°T | 1°T | 1°T | 1°T | 1°T | 1°T | 1°T | 1°T |     | SF  | 5-12   | Finale | 1 |
| Donne  | 1°T | 1°T | 1°T | 1°T |     | 1°T | 1°T | 1°T | 1°T |     | 1°T | 1°T | Finale |        | 1 |
| Totale |     |     |     |     |     |     |     |     |     |     |     |     | 1      | 1      | 2 |

|  | Qualificazioni |  | FINALI |

## Podi
| Evento          | Oro         | Argento | Bronzo    |
| Torneo maschile | Paesi Bassi | Spagna  | Australia |

| Evento           | Oro       | Argento       | Bronzo      |
| Torneo femminile | Australia | Corea del Sud | Paesi Bassi |

## Medagliere per nazioni
| Posizione | Paese         | Oro | Argento | Bronzo | Totale |
| --------- | ------------- | --- | ------- | ------ | ------ |
| 1         | Australia     | 1   | 0       | 1      | 2      |
| 1         | Paesi Bassi   | 1   | 0       | 1      | 2      |
| 3         | Spagna        | 0   | 1       | 0      | 1      |
| 3         | Corea del Sud | 0   | 1       | 0      | 1      |
| Totale    | Totale        | 2   | 2       | 2      | 6      |